# Carlos M. de Cespedes, Cuba
Carlos M. de Cespedes là một đô thị ở tỉnh Camagüey của Cuba. Chính quyền đô thi nằm ở thị trấn Cespedes. Thành phố này nằm ở phía tây tỉnh, dọc theo xa lộ Carretera Central.
Đô thị này được đặt tên theo nhà đấu tranh giành độc lập Carlos Manuel de Céspedes.

## Dân số
Năm 2004, đô thị Carlos M. de Cespedes có dân số 25.707. với tổng diện tích 653 km² (252,1 mi²), và mật độ dân số 39,4người/km² (102người/sq mi).